# Solanum granuloso-leprosum
Solanum granuloso-leprosum är en potatisväxtart som beskrevs av Michel Félix Dunal. Solanum granuloso-leprosum ingår i släktet skattor som ingår i familjen potatisväxter. Inga underarter finns listade i Catalogue of Life.